# منطقة نونغ كيم
منطقة نونغ كيم (بالإنجليزية: Nong Khaem District)‏ هي منطقة من مناطق بانكوك. يبلغ عدد سكانها 151877 نسمة وذلك حسب إحصائيات سنة 2004. تبلغ مساحتها 35.825 كم².

الموقع في بانكوك